# Coahuila y Texas
Coahuila y Texas is een voormalige staat van Mexico bestaande uit Coahuila en Texas.
De staat werd gecreëerd in de Mexicaanse grondwet van 1824. De hoofdstad was Saltillo, maar die titel werd ook opgeëist door Monclova. In 1835 schafte de Mexicaanse president Antonio López de Santa Anna de staten af en verving ze door departementen. Coahuila y Tejas werd opgedeeld in Coahuila en Texas. Texas zou later onafhankelijk worden als de Republiek Texas en Coahuila zou met Nuevo León en Tamaulipas verenigd worden in de Republiek van de Rio Grande, maar werd later weer een Mexicaanse staat.